# Syndrome orofaciodigital type 1
Le syndrome orofaciodigital type 1 est une association malformative de la bouche, d’un visage particulier, des doigts ou des orteils, du cerveau, et des reins.
Le diagnostic se fait principalement sur des arguments cliniques à la naissance. Les kystes semblables à ceux de la polykystose rénale apparaissent souvent en fin d’adolescence. L’intelligence est légèrement diminuée.

Dans quelques cas, le diagnostic se fait lors de l’apparition de ces kystes.

Les diagnostics différentiels sont les autres syndromes orofaciodigital, la polykystose rénale type dominant et le syndrome de Meckel-Gruber.
La protéine codée par ce gène apparaît sous deux formes, la Cxorf5-1 et la Cxorf5-2. La fonction de cette protéine est inconnue.
Cette pathologie est rapidement létale (mortelle) chez les garçons.

## Description
Anomalie de la bouche

- Langue bifide dans 2/3 des malades
- Frein court de la langue aboutissant à une langue peu mobile
- Fente palatine
- Lipome de la langue
- Hypodontie

Visage particulier

- Yeux écartés (Hypertélorisme)
- Hypoplasie des ailes du nez
- Division de la lèvre supérieure
- Petit menton (micrognathie)

Anomalie des doigts ou des orteils

- Brachydactylie
- Syndactylie
- Polydactylie préaxiale ou post axiale
- Orteil dupliqué

Anomalie du cerveau

- Agénésie du corps calleux
- Malformation de Dandy-Walker
- Agénésie vermienne

Anomalie des reins

- Polykystose rénale

## Sources
- Site en français de renseignement sur les maladies rares et les médicaments orphelins
- (en) Online Mendelian Inheritance in Man, OMIM (TM). Johns Hopkins University, Baltimore, MD. MIM Number: 131300
- (en) Helga V Toriello, Izolda Nunes Guimaraes, Danilo Moretti-Ferreira, Oral-Facial-Digital Syndrome Type I in GeneTests: Medical Genetics Information Resource (database online). Copyright, University of Washington, Seattle. 1993-2006

## Associations
- (fr) Association pour l'Information et la Recherche sur les maladies Rénales Génétiques (AIRG)